# 佩蒂利亚-波利卡斯特罗
佩蒂利亚-波利卡斯特罗（義大利語：Petilia Policastro），是意大利克罗托内省的一个市镇。总面积96平方公里，人口9318人，人口密度97.1人/平方公里（2009年）。